# Флаг Каменского городского поселения (Воронежская область)
Флаг муниципального образования Ка́менское городское поселение Каменского муниципального района Воронежской области Российской Федерации — опознавательно-правовой знак, служащий официальным символом муниципального образования.
Флаг утверждён 10 марта 2011 года решением Совета народных депутатов Каменского городского поселения № 64 и 29 марта 2011 года внесён в Государственный геральдический регистр Российской Федерации с присвоением регистрационного номера 6764.

## Описание
«Прямоугольное полотнище красного цвета с отношением ширины к длине 2:3, несущее расположенную по нисходящей диагонали белую волнистую полосу, расширяющуюся книзу, а вверху у древка сходящую на нет; верхний край полосы при этом упирается в противоположные углы полотнища; выше полосы полотнище несёт изображение жёлтого, с чёрными семенами, подсолнуха, стебель которого продет сквозь белую шестерню и упирается в край полосы».

## Обоснование символики
Флаг Каменского городского поселения составлен на основе герба и языком символов и аллегорий отражает исторические, природные и экономические особенности Каменского городского поселения.
Посёлок городского типа Каменка — центр Каменского муниципального района Воронежской области — был основан острогожскими казаками в середине XVIII века и был долгое время небольшим хутором.
Основным видом деятельности населения всегда было земледелие и переработка сельскохозяйственной продукции. В 1914—1917 годах был построен Евдаковский маслозавод. Каменка начала сильно расти в 1930 году в связи со строительством крупного масложирового комбината. На территории Каменского городского поселения расположены предприятия, которые успешно развиваются и являются градообразующими: ОАО «Евдаковский масложиркомбинат» (производство рафинированных масел и жиров, производство майонеза и маргарина), ОАО «Каменкамолоко» (переработка молока и производство сыра и молочных продуктов) и ООО ЗРМ «Атлам» (производство неочищенных растительных масел), сельскохозяйственное предприятие — ООО «Каменка-Инкубатор».
Специфика Каменского городского поселения — его развитый аграрно-промышленный комплекс, занимающийся производством и переработкой сельхозпродукции, производством масла, — отражена подсолнухом и шестерней.
Символика белой волнистой части полотнища, расширяющейся книзу, многозначна.
Она символизирует родники и является аллегорией истока и начала. Уходящая за края полотнища белая волна — аллегория того, как жители Каменки своими деяниями прославляют свою малую Родину далеко за её пределами.
Верх волны, образующий ступени, — символ развития, роста, устремленности в будущее.
Красный цвет — символ труда, мужества, жизнеутверждающей силы, красоты и праздника.
Жёлтый цвет (золото) — символ высшей ценности, величия, богатства, урожая.
Белый цвет (серебро) — символ чистоты, открытости, божественной мудрости, примирения.